# 於保佐代子
於保 佐代子（おほ さよこ、1987年12月18日 - ）は、日本の女優。東京都出身。かつての所属事務所はアミューズ。現在はNabura所属。身長160cm。足の大きさは23.5cm。
特技は水泳とお菓子作り。水泳に至っては都大会出場（四種目）した程の実力である。兄が二人いる。

## 出演

### テレビドラマ
- 恋する日曜日第3シリーズ「綾子の恋」（2007年、BS-i）
- Yuming FilmsVolum2「バイバイ、ベアー〜青いエアメイル」（2007年、NHK）
- 世にも奇妙な物語 春の特別編「透き通る一日」（2008年、フジテレビ）
- 千の風になって ドラマスペシャル 第5弾『なでしこ隊〜少女達だけが見た特攻隊・封印された23日間〜』（2008年、フジテレビ)
- JIN-仁-第6話（2009年、TBS）
- トリハダ4〜夜ふかしのあなたにゾクッとする話を 第二話「内面と外面の相違から起こる悲劇」（2008年、フジテレビ）
- 水戸黄門第40部第18話「鬼の継母と意地悪姉妹・大垣」（2009年12月7日、TBS） - おさよ 役
- ドラマSP「警視庁取調官　落としの金七事件簿」（2010年、テレビ朝日）
- 謎解きはディナーのあとで 第7話（2011年、フジテレビ） - 藤咲幸代 役
- ドクロゲキ2 第六話「触れる。」（2012年6月9日、フジテレビ）
- 特命戦隊ゴーバスターズ Mission 35（2012年10月21日、テレビ朝日） - 葉月ミカ 役
- ゴーストママ捜査線 第2話（2012年、日本テレビ）
- 相棒 Season 12 第3話「原因菌」（2013年10月30日、テレビ朝日） - 会田遥香 役
  - 相棒 Season 23 第3話（2024年10月30日、テレビ朝日）- 児島亜紀 役
- シンドラ 集合住宅の恐怖 第6話「死に至る病」（2014年3月15日、フジテレビ)
- 深夜食堂第3部第29話「レバにらとにらレバ」（2014年12月17日、TBS） - 下着泥棒の被害者 役
- おやじの背中 （2014年、TBS）
- 赤と黒のゲキジョー「三面記事の女たち -愛の巣-」（2015年2月20日、フジテレビ）
- 佐々木丈太郎フジテレビ金曜プレミアム （2016年、フジテレビ）
- ホラーアクシデンタル-名づけえぬもの-（2016年、フジテレビ）
- anone 第3話（2018年、日本テレビ）
- こっち向いてよ向井くん 第2話・第3話（2023年、日本テレビ） - 坂井戸の同僚 役
- 連続テレビ小説「虎に翼」第13週（2024年、NHK） - 大庭静子 役

### CM
- サントリー「和茶」　『桜の告白篇』　（2003年）
- キユーピー「深煎りごまドレッシング」（2006年）

### 映画
- いぬのえいが（2004年）
- 星になった少年（2005年）
- ハリヨの夏（2006年） - 初主演作、大島瑞穂役 第11回釜山国際映画祭コンペティション部門
  - 泳ぎのできない少女、の役であり、河川での水泳練習シーン、クライマックスでの溺れかけて初めて自力で泳げるようになるシーンなどの撮影には上記の特技：水泳、を生かしてスタント無しで臨んでいる。
- 俺は、君のためにこそ死ににいく（2007年）
- Mayu -ココロの星-（2007年）
- 歓喜の歌（2008年）
- 臍帯 (映画)|臍帯（2010年）第14回上海国際映画祭 審査員特別賞　第23回東京国際映画祭 日本映画・ある視点部門
- シフガフ-まぼろしのゆくえ-（2013年）
- 劇場版エンドレスアフェア　終わりなき情事（2014年）
- 奇妙な恋の物語 THE AMAZING LOVE STORY〜縁切り神社〜（2014年）
- 茅ヶ崎物語（2017年公開）第6回茅ヶ崎映画祭特別招待作品
- [Girl recruits her "God"]（2017年公開） アムステルダム国際フィルムメーカーフェスティバル　外国映画主演女優賞受賞
- あの日の伝言（2018年5月26日公開　アイオイチャンネル）
- 無頼（2020年12月公開）
- パーフェクト・シェアハウス（2025年3月15日公開） - 朝霧芽衣 役[1][2]

### PV
- 伊藤由奈 featurering Spontania 「今でも 会いたいよ…」-水泳部員役
- サンボマスター 「君を守って 君を愛して」
- ghostnote 「まあいっか」
- HY 「会いたい」

### 舞台
- TUFF STUFF「櫻の園」（2011年7月13日-18日、相鉄本多劇場）
- 被告人〜裁判記録より〜（2013年、渋谷ル・デコ）
- coquette Project vol.1『chainーレンサ』（2015年、高田馬場ラビネスト）
- ストリッパー物語（2018年4月、浅草木馬亭）

## 作品

### 写真集
1. 於保佐代子ファースト写真集 （2003年9月20日、朝日出版社）ISBN:9784255002330 撮影:根本好伸